# Solana de Ávila
Solana de Ávila – gmina w Hiszpanii, w prowincji Ávila, w Kastylii i León, o powierzchni 68,37 km². W 2011 roku gmina liczyła 140 mieszkańców.